# Rajd Krakowski 2000
Rajd Krakowski 2000 – 23. edycja Rajdu Krakowskiego. Był to rajd samochodowy rozgrywany od 11 do 13 maja 2000 roku. Była to trzecia runda Rajdowych Samochodowych Mistrzostw Polski w 2000 roku i czternasta runda Rajdowych Mistrzostw Europy w 2000 roku (o współczynniku – 2). Rajd składał się z dziewiętnastu odcinków specjalnych (trzy odcinki anulowano).

## Wyniki końcowe rajdu
| Miejsce                                         | Kierowca                                        | Pilot                                           | Samochód                                        | Czas                                            | Strata                                          | Grupa Klasa                                     |
| Klasyfikacja generalna, ERC i mistrzostw Polski | Klasyfikacja generalna, ERC i mistrzostw Polski | Klasyfikacja generalna, ERC i mistrzostw Polski | Klasyfikacja generalna, ERC i mistrzostw Polski | Klasyfikacja generalna, ERC i mistrzostw Polski | Klasyfikacja generalna, ERC i mistrzostw Polski | Klasyfikacja generalna, ERC i mistrzostw Polski |
| ----------------------------------------------- | ----------------------------------------------- | ----------------------------------------------- | ----------------------------------------------- | ----------------------------------------------- | ----------------------------------------------- | ----------------------------------------------- |
| 1                                               | Leszek Kuzaj                                    | Andrzej Górski                                  | Toyota Corolla WRC                              | 1:34:46.8                                       | –                                               | A8                                              |
| 2                                               | Janusz Kulig                                    | Jarosław Baran                                  | Ford Focus WRC RS '99                           | 1:35:35.3                                       | +48.5                                           | A8                                              |
| 3                                               | Robert Herba                                    | Jacek Rathe                                     | Seat Cordoba WRC                                | 1:40:54.7                                       | +6:07.9                                         | A8                                              |
| 4                                               | Łukasz Sztuka                                   | Zbigniew Cieślar                                | Mitsubishi Lancer Evo VI                        | 1:41:09.1                                       | +6:22.3                                         | N4                                              |
| 5                                               | Marcin Turski                                   | Emil Horniaček                                  | Mitsubishi Lancer Evo VI                        | 1:41:51.9                                       | +7:05.1                                         | N4                                              |
| 6                                               | Tomasz Czopik                                   | Dariusz Burkat                                  | Mitsubishi Lancer Evo VI                        | 1:42:44.4                                       | +7:57.6                                         | N4                                              |
| 7                                               | Michał Bębenek                                  | Grzegorz Bębenek                                | Mitsubishi Lancer Evo III                       | 1:45:12.1                                       | +10:25.3                                        | N4                                              |
| 8                                               | Damian Gielata                                  | Maciej Baran                                    | Škoda Felicia Kit Car                           | 1:45:23.9                                       | +10:37.1                                        | A6                                              |
| 9                                               | Michał Uliarczyk                                | Bartosz Pyszny                                  | Peugeot 106 Maxi                                | 1:45:52.0                                       | +11:05.2                                        | A6                                              |
| 10                                              | Wiesław Stec                                    | Jakub Mroczkowski                               | Mitsubishi Lancer Evo III                       | 1:46:13.9                                       | +11:27.1                                        | N4                                              |